# Arturo Puga
Arturo Puga Osorio (Santiago, 1879 – 1970) was een Chileens militair en staatsman. Hij was voorzitter van Junta van de Regering in 1932.
Puga, een generaal in het Chileense leger, was betrokken bij de staatsgreep van 4 juni 1932 die een einde maakte aan de regering van president Juan Esteban Montero. Na de staatsgreep werd de Socialistische Republiek Chili uitgeroepen en werd Puga benoemd tot voorzitter van de Junta van de Regering. Zijn voorzitterschap was van korte duur, want bij een nieuwe coup, op 16 juni, werd hij vervangen door de socialistische politicus Carlos Dávila. 
Hij was getrouwd met Bertha Martínez. Zijn dochter, Bertha (1909-2007), was getrouwd met de Colombiaanse diplomaat Alberto Lleras Camargo (1906-1990), de eerste voorzitter van de Organisatie van Amerikaanse Staten en tweemaal president van Colombia (1945-1946; 1958-1962).